# Salinelles
Salinelles é uma comuna francesa na região administrativa de Occitânia, no departamento de Gard. Estende-se por uma área de 8,84 km². Em 2010 a comuna tinha 571 habitantes (densidade: 64,6 hab./km²).